# Tiruvottiyur
Tiruvottiyur là một thành phố và khu đô thị của quận Thiruvallur thuộc bang Tamil Nadu, Ấn Độ.

## Địa lý
Tiruvottiyur có vị trí 13°10′B 80°18′Đ / 13,16°B 80,3°Đ Nó có độ cao trung bình là 0 mét (0 feet).

## Nhân khẩu
Theo điều tra dân số năm 2001 của Ấn Độ, Tiruvottiyur có dân số 211.768 người. Phái nam chiếm 51% tổng số dân và phái nữ chiếm 49%. Tiruvottiyur có tỷ lệ 77% biết đọc biết viết, cao hơn tỷ lệ trung bình toàn quốc là 59,5%: tỷ lệ cho phái nam là 82%, và tỷ lệ cho phái nữ là 71%. Tại Tiruvottiyur, 11% dân số nhỏ hơn 6 tuổi.